# عمليات الطعن في القدس 1997-1999
عمليات الطعن في القدس 1997-1999: عبارة عن سلسلة من جرائم القتل ومحاولات القتل في القدس؛ والتي وقعت في المقام الأول في حي ميا شعريم بالقدس وما حوله.
وكان حفيد أحد الضحايا، خيري علقم، الذي سمي على اسم جده، مسؤولاً عن هجوم كنيس القدس 2023.

## طلبات التعويض
طلبت عائلة خيري علقم (51 عاما) تعويضات من مؤسسة التأمين الوطني بموجب "قانون ضحايا الأعمال العدائية"، لكنها رفضت على أساس أن هذا القانون ينطبق فقط على الاعتداءات ضد اليهود. وبعد عملية استئناف موسعة، تم منح تعويضات بقيمة 162 ألف دولار من قبل لجنة وزارة الدفاع، والتي تم تشكيلها بعد حرق شقة ثلاث نساء فلسطينيات في القدس في 1998، والتي زُعم أنه تم تنفيذها من قبل متطرفين يهود. ومع ذلك، عملت منظمة يقودها اليهود تدعى ضحايا الإرهاب العربي الدولي على منع دفع المبلغ على الإطلاق.